# Орёл (созвездие)
Орёл (лат. Aquila) — экваториальное созвездие. Западная его часть лежит в восточной ветви Млечного Пути, южнее Стрелы. Площадь созвездия — 652,5 квадратного градуса, число звёзд ярче 6m — 70.

## Звёзды
- Альтаир (от арабского аль-наср аль-таир, «летящий орёл»), α Aql (Альфа Орла) — белая звезда 0,77m, находящаяся на расстоянии 16,8 световых лет от Солнца и имеющая в 9 раз большую, чем у Солнца, светимость. Одна из вершин т. н. «Летнего Треугольника».
- В 7° к югу от Альтаира расположена классическая цефеида η Aql, изменяющая свой блеск с 3,48 до 4,39m с периодом 7,177 суток. Это первая открытая цефеида: её переменность была обнаружена английским астрономом Э. Пиготтом в 1784 году.
- Помимо неё, в созвездии Орла находятся ещё три цефеиды, доступные для наблюдения: FF Орла, ТТ Орла и U Орла.
- В Орле обнаружена уникальная затменная двойная система V 1343 Aql или объект SS 433 Архивная копия от 17 мая 2008 на Wayback Machine, которая состоит из гигантской OB-звезды, кружащейся около рентгеновского источника.
- Яркие новые звёзды вспыхивали в Орле в 389 и 1918 годах. Первая из них появилась вблизи Альтаира, была яркой, как Венера, и наблюдалась три недели. Вторая, замеченная 8 июня 1918 года, достигла в максимуме блеска 1,4m и оказалась самой яркой новой с начала XVII века (когда в 1604 году вспыхнула Новая Кеплера).
- Близкий (19 св. лет) двойной красный карлик Глизе 752.
- Двойной пульсар PSR J1906+0746, обнаруженный в 2004 году.

## Астеризмы
Астеризм Коромысло весов — легко идентифицируемая на небе конфигурация трёх главных звёзд созвездия, расположенных в ряд на небольшом расстоянии друг от друга. Это звёзды γ (Таразед), α (Альтаир) и β (Альшаин) Орла.
В астеризм Семья Орла, помимо указанных трёх звёзд, входят мелкие звёзды, окружающие астеризм Коромысло весов и не формирующие определённой фигуры. Звёзды астеризма: α, β, γ, ο, π, χ, γ, ξ, τ и υ Орла.

## Происхождение названия
Ещё 5 тысячелетий назад шумеры называли это созвездие Орлом. Греки видели в нём орла, посланного Зевсом для похищения Ганимеда. См. также созвездие Водолея.
Орёл включён в каталог звёздного неба Клавдия Птолемея «Альмагест». Часть звёзд, ныне входящих в состав Орла, Птолемей в созвездие не включает, а описывает как «звезды около Орла, которым присвоено имя Антиной», не выделяя, однако, в самостоятельное созвездие. Позже в Римской империи из созвездия стали выделять отдельное созвездие Антиной.

## Поиск на небе
Наилучшие условия для наблюдений в июне—августе. Поскольку это экваториальное созвездие, его видно на всей территории России, лучше всего — в центральных и южных районах.
Созвездие лежит к юго-западу от Лебедя. Его легко узнать по трём ярким звёздам, расположенным почти точно вдоль прямой линии: Альтаиру, Таразеду и Альшаину (α, γ и β Aql), — шее, спине и левому плечу «орла».

## Телескоп Gaia отыскал рекордно массивную черную дыру звездной массы в Млечном Пути
Это вторая по близости к Земле известная черная дыра в созвездии Орла https://nplus1.ru/news/2024/04/16/gaia-bh-3
- Орёл Архивная копия от 4 марта 2016 на Wayback Machine на wikisky.org (англ.)
- Орёл. Астромиф. Дата обращения: 4 ноября 2012. Архивировано 16 октября 2012 года.